# Euseius caseariae
Euseius caseariae är en spindeldjursart som beskrevs av De Leon 1967. Euseius caseariae ingår i släktet Euseius och familjen Phytoseiidae. Inga underarter finns listade i Catalogue of Life.